# Línea 4 (Limusa)
La línea 4 de la red de autobuses urbanos de Lorca (Limusa) une el Óvalo con Santa Quiteria.

## Características
Esta línea une el Óvalo, centro de la ciudad, con la pedanía de Santa Quiteria realizando un recorrido circular.
La línea mantiene los mismos horarios todo el año (exceptuando las vísperas de festivo y festivos de Navidad), circulando únicamente de lunes a viernes laborables. No presta servicio los fines de semana ni festivos.
Está operada por la empresa municipal Limusa, perteneciente al Ayuntamiento de Lorca.

## Horarios
| Todo el año                |
| Lunes a viernes laborables |
| 10:15                      |
| 12:00                      |
| 18:15                      |
| 19:15                      |

Paso por Santa Quiteria aproximadamente 15 minutos después de su salida de Óvalo. Duración del recorrido circular completo aproximadamente 30 minutos.

## Recorrido y paradas
| Código | Denominación                    | Líneas de la parada |
| ------ | ------------------------------- | ------------------- |
| 85     | Óvalo - Zurano                  | 1 2 4 7 8 9 10      |
| 37     | Las Columnas                    | 1 2 4 8             |
| 98     | Ramón Arcas                     | 1 2 4 8             |
| 32     | Centro Médico San Diego         | 4                   |
| 17     | Complejo Deportivo Felipe VI    | 4                   |
| 59     | Huerto de La Rueda              | 4 7                 |
| 124    | Ventarique                      | 4                   |
| 111    | Santuario Virgen de Las Huertas | 4                   |
| 22     | Parador Los Seguras             | 4 9                 |
| 53     | Estanco Quijero                 | 4 9                 |
| 109    | San Fernando                    | 3 4 9               |
| 42     | Cruce del Gato                  | 3 4 9               |
| 65     | La Isla                         | 3 4 9               |
| 85     | Óvalo - Zurano                  | 1 2 4 7 8 9 10      |